# Impresa di Pola
L'Impresa di Pola fu un'azione navale compiuta il 1º novembre 1918 dalla Regia Marina italiana ai danni della flotta austroungarica, in fase di dissoluzione e ancorata nel porto istriano di Pola.
L'azione portò all'affondamento della corazzata Viribus Unitis.

## Premesse e preparativi
Fin dall'inizio della prima guerra mondiale, la munitissima base austriaca di Pola era uno dei principali obiettivi della Marina italiana, a maggior ragione quando divenne chiaro che la scelta tattica della marina austro-ungarica era quella di opporre al nemico una flotta di dissuasione, perennemente alla fonda nel porto e non impegnata in battaglie in mare aperto. Diverse volte nel corso del conflitto si era tentato quindi, ma invano, di forzare il porto e affondare qualche unità là dove le navi erano ritenute dagli austriaci maggiormente al sicuro.
La difficoltà di una tale impresa derivava innanzitutto dalla costante sorveglianza del porto e dai vari sbarramenti che impedivano l'avvicinamento di unità avversarie. L'unico modo per penetrare nel porto di Pola era per mezzo di piccole unità d'assalto, e fu così che nel luglio del 1918 l'ingegnere e maggiore del Genio Navale Raffaele Rossetti elaborò un piano apposito, basato sull'utilizzo di un particolare mezzo da lui progettato e chiamato "mignatta". La mignatta era un apparecchio pilotato motorizzato e dotato di due ordigni sganciabili da fissare alla chiglia di una nave per mezzo di un elettromagnete ad accumulatori, ed un prototipo era già stato fabbricato in gran segreto nell'arsenale della Spezia nell'aprile dello stesso anno.

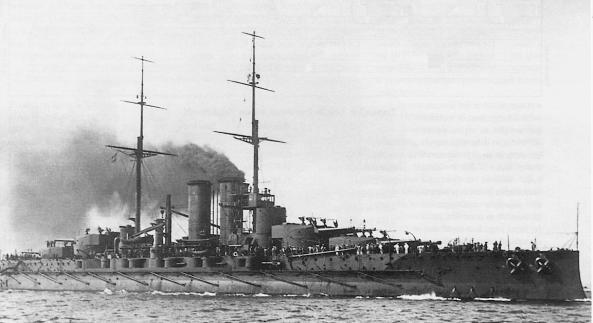
La Viribus Unitis, costruita nel 1912 a Trieste, era il fiore all'occhiello della Marina Austriaca

Fu lo stesso Rossetti a voler essere impiegato nell'azione di Pola, e venne affiancato dal tenente medico e provetto nuotatore Raffaele Paolucci, che aveva già da tempo fatto domanda di poter partecipare ad una simile operazione. L'impresa fu preceduta da un lungo e faticoso allenamento, ma vedendo sopraggiungere la fine del conflitto i preparativi furono accelerati e la data dell'azione fu prevista per il 31 ottobre.
Nel frattempo, essendo ormai evidente che l'Austria-Ungheria aveva perso la guerra, l'imperatore Carlo I aveva deciso di cedere la flotta imperiale, di cui la corazzata Viribus Unitis era la nave ammiraglia, al Consiglio nazionale degli sloveni, croati e serbi ritenendo che quest'ultimo aderisse a nome del neoproclamato Stato degli Sloveni, Croati e Serbi, peraltro non riconosciuto dal Regno di Serbia, ad una nuova federazione di stati che continuavano a dipendere dall'Austria-Ungheria, caldeggiata dall'imperatore stesso. Il 31 ottobre 1918 l'ammiraglio Miklós Horthy, comandante in capo della Marina austriaca, fu quindi incaricato di consegnare ai rappresentanti del Consiglio nazionale la flotta da guerra ancorata a Pola. All'interno dell'ordine inviato a nome di Carlo I al comando della flotta, a quelli delle piazze marittime di Pola e di Cattaro e ai comandi militari marittimi di Trieste, Fiume e Sebenico, si lasciava la libertà ai marinai che non fossero di nazionalità slava meridionale di far ritorno in famiglia a seguito di presentazione di espressa domanda, con contemporanea concessione di una licenza illimitata.
Nel tardo pomeriggio del 31 ottobre ebbe quindi luogo una breve cerimonia con la quale le navi austriache vennero formalmente cedute ai quattro delegati di Pola del Consiglio nazionale degli sloveni, croati e serbi. La bandiera imperiale, contrariamente alle istruzioni impartite in nome dell'imperatore, che rilevavano come "in base alle norme internazionali non può farsi un immediato mutamento di bandiera", venne ammainata e sostituita dal tricolore rosso-bianco-blu. Lo stesso pomeriggio il capitano di vascello Janko Vuković de Podkapelski, designato il giorno prima da parte del Consiglio nazionale degli sloveni, croati e serbi, prese il comando provvisorio della flotta. La Viribus Unitis diventò la nave ammiraglia della nuova marina dello Stato degli Sloveni,  Croati e  Serbi. Lo stesso 31 ottobre a Zagabria venne nominato comandante in capo della marina da guerra jugoslava il contrammiraglio Dragutin Prica.

## L'azione

Raffaele Rossetti

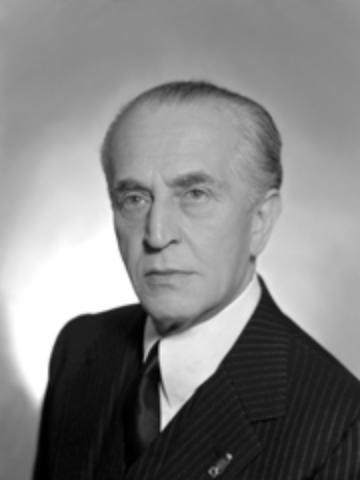
Raffaele Paolucci

Tali accordi non erano tuttavia noti ai marinai italiani, che la sera del 31 ottobre avevano già lasciato Venezia a bordo di due motoscafi armati siluranti (MAS) scortati da due torpediniere, né tantomeno erano stati ratificati dall'Italia; inoltre la sorveglianza militare del porto proseguiva con le stesse procedure mantenute durante la guerra. Giunte nelle acque istriane a poche miglia dall'imbocco del porto di Pola, le torpediniere si ritirarono e un MAS rimorchiò la mignatta fino ad alcune centinaia di metri dalla diga foranea del porto. Alle ore 22.18 i due ufficiali italiani puntarono verso il porto di Pola a bordo della mignatta, mentre il MAS si allontanò verso il punto dove avrebbe dovuto raccoglierli dopo l'azione.
L'avvicinamento all'obiettivo fu complesso e rischioso: Rossetti e Paolucci dovettero trascinare la mignatta a motore spento oltre le ostruzioni (sbarramento esterno e tre ordini di reti) ed eludere l'intensa vigilanza austriaca. Passati inosservati alle sentinelle sulla diga, alle imbarcazioni di ronda e a un sommergibile nella rada, i due guastatori giunsero verso le 3.00 in prossimità delle navi ancorate. Solamente alle ore 4.45 del 1º novembre 1918, dopo più di sei ore in acqua, i due ardimentosi ufficiali riuscirono infine a posizionarsi a poche decine di metri dallo scafo della Viribus Unitis. Rossetti si staccò dalla mignatta e si avvicinò alla chiglia della corazzata con uno dei due ordigni, mentre il compagno rimase ad attenderlo al timone del mezzo che risultava poco governabile a causa della corrente. Alle 5.30 l'esplosivo da 200 kg fu finalmente assicurato alla carena dell'obiettivo e programmato per le ore 6.30, ma quando Rossetti ritornò da Paolucci i due vennero illuminati dalla luce di un proiettore e subito scoperti. Prima della cattura, Paolucci riuscì tuttavia ad attivare la seconda carica di esplosivo, mentre Rossetti affondò la mignatta, che ingovernata andò ad arenarsi nei pressi del piroscafo Wien, ormeggiato a poca distanza.
I due furono catturati e portati a bordo della Viribus Unitis, come prigionieri, dove appresero che nella notte l'alto comando austriaco aveva ceduto la flotta di Pola agli iugoslavi e che la nave non batteva più bandiera austriaca. Solo alle 6.00 avvertirono il capitano Vuković che la corazzata poteva esplodere da un momento all'altro, e prontamente questi ordinò a tutti di abbandonare immediatamente la nave e di trasferire i prigionieri a bordo della nave gemella Tegetthoff. Ma l'esplosione non avvenne e l'equipaggio fece gradualmente ritorno a bordo, non dando più credito all'avvertimento dei due italiani, finché alle 6.44 la carica brillò davvero e la corazzata austriaca, inclinatasi su un lato, cominciò rapidamente ad affondare. L'azione si concluse così con numerose vittime e dispersi tra l'equipaggio della nave, tra cui il comandante Vuković, che fu colpito mortalmente dalla caduta di un albero di legno mentre, nuotando tra i flutti, cercava di porsi in salvo. Non vi è unanimità sulla cifra del numero dei caduti, le fonti spaziano da 50; 250 o 400 tra marinai morti e dispersi. Tuttavia, non si riscontrano tombe e/o sepolture presso il Cimitero della Marina di Pola (k.u.k. Marinefriedhof Pula).
L'armistizio di Villa Giusti, con cui l'Austria-Ungheria si arrese all'Italia, fu firmato due giorni dopo, il 3 novembre 1918, con la clausola in forza della quale sarebbe diventato operativo dal 4 novembre. Il 5 novembre la Regia Marina occupò il porto di Pola e, grazie allo sbarco italiano, Rossetti e Paolucci - che erano ancora detenuti a bordo di una ex nave austriaca - furono liberati. Per la riuscita dell'impresa, Rossetti e Paolucci vennero insigniti della medaglia d'oro al valor militare. La motivazione della decorazione per Rossetti fu la seguente:
Questa la motivazione per Paolucci:

## Diatriba
Dopo il termine della prima guerra mondiale si ebbe una lunga controversia fra Raffaele Rossetti, Raffaele Paolucci, Costanzo Ciano e Paolo Thaon di Revel per la spartizione del premio da 1 300 000 lire, messo in palio con decreto luogotenenziale n. 615 del 21 aprile 1918 per l'affondamento della Viribus Unitis, e per l'attribuzione della paternità dell'invenzione della mignatta. Siccome Ciano era stato superiore di Rossetti, per consentirgli l'accesso al premio il progetto del mezzo fu attribuito a lui. Rossetti venne riconosciuto come effettivo inventore solo dopo la minaccia di intraprendere le vie legali per tutelare la propria invenzione.

## Il relitto
Due ancore della Viribus Unitis sono esposte rispettivamente all'ingresso del Museo storico navale di Venezia e del Ministero della Marina Militare Italiana a Roma. Il relitto fu fatto a pezzi con esplosivi e parzialmente ripescato negli anni successivi ma ancora ne rimangono parti sul fondo che non vengono recuperate per non bloccare il porto durante i conseguenti lavori.

## Nella cultura di massa
Sull'impresa di Pola è stato realizzato, nel 2018, uno spettacolo multimediale intitolato L'affondamento della Viribus Unitis. L'ultima azione della prima Guerra Mondiale nel racconto dei protagonisti, con testi, musica e immagini a cura di Ippolita Paolucci. La rappresentazione ripercorre tutte le fasi dell'impresa, dall'ideazione ai primi preparativi, fino all'azione vera e propria. Sono le parole degli stessi protagonisti, tratte dai loro diari, a dare voce, tramite due attori, alla narrazione degli eventi. Immagini di repertorio e attuali mostrano i luoghi, gli oggetti e i personaggi che hanno fatto da scenario e da comprimari all'evento.